# Carlos Sánchez (futebolista colombiano)
Carlos Alberto Sánchez Moreno (Quibdó, 6 de fevereiro de 1986) é um ex-futebolista colombiano que atuava como volante. Atualmente é diretor esportivo do San Lorenzo.

## Carreira

### Uruguai
Nascido em Quibdó, Carlos começou sua carreira no Danubio, do Uruguai, assinando seu primeiro contrato profissional em 2003. No entanto, dois anos depois foi dispensado, sem ter jogado uma única partida pela equipe principal.
Em julho de 2005, foi contratado pelo River Plate de Montevidéu, da mesma liga de seu clube anterior. Ele jogou 40 partidas em seus dois anos pelo clube, marcando um gol.

### Valenciennes
Em julho de 2007 foi comprado por um grupo de empresários e foi transferido ao clube Rangers de Talca, subsequentemente sendo contratado pelo clube francês Valenciennes, num contrato que duraria 5 anos. Ele fez sua estreia pela equipe em 4 de agosto, numa vitória por 3 a 1 contra o Toulouse.
Carlos foi titular frequente da equipe na temporada, e se firmou como titular absoluto nas temporadas seguintes. Em março de 2010, rompeu seu ligamento cruzado anterior, ficando fora dos gramados por cerca de um ano.
Depois de 148 partidas pelo clube, marcando 8 gols, Carlos saiu do clube em julho de 2013 quando seu contrato expirou. Depois de longas negociações com os clubes ingleses Bolton Wanderers e West Ham, falhou em chegar a um acordo com qualquer um deles, e posteriormente acabou por voltar ao Valenciennes em 25 de agosto de 2012.

### Elche
No dia 16 de agosto de 2013, Carlos assinou um contrato de 3 anos com o Elche CF, que tinha acabado de ser promovido à La Liga, numa transferência que custou 3,7 milhões de euros. Ele fez sua estreia pelo clube no dia 27 desse mês, jogando como titular na partida contra a Real Sociedad que terminou em 1 a 1.

### Aston Villa
Em 15 de agosto de 2014, o clube inglês Aston Villa anunciou a transferência de Carlos Sánchez em um contrato de 4 anos, que custou aproximadamente 4,7 milhões de libras.[carece de fontes?]

### Aposentadoria
No início de 2025 anunciou sua aposentadoria, seu ultimo clube foi o Barracas Central.

## Carreira internacional
Carlos fez sua estreia internacional contra o Panamá em 9 de maio de 2007. Até hoje, jogou no total 67 partidas pela seleção principal.